# Liste der Monuments historiques in Grandchamp (Haute-Marne)
Die Liste der Monuments historiques in Grandchamp führt die Monuments historiques in der französischen Gemeinde Grandchamp auf.

## Liste der Immobilien
| Bezeichnung              | Beschreibung                                                            | Standort                 | Kennzeichnung | Schutzstatus | Datum | Bild |
| ------------------------ | ----------------------------------------------------------------------- | ------------------------ | ------------- | ------------ | ----- | ---- |
| Brücke über die Resaigne | dreibogige Brücke, 18. Jahrhundert; mit Befestigungsmauer des Nordufers | Place du Monument (Lage) | PA52000007    | Inscrit      | 1996  |      |